# ماریا (فیلم ۱۹۷۵)
ماریا (سوئدی: Maria) یک فیلم درام سوئدی است که در سال ۱۹۷۵ منتشر شد.